# Kurgunta
Kurgunta là một thị trấn thống kê (census town) của quận Gulbarga thuộc bang Karnataka, Ấn Độ.

## Địa lý
Kurgunta có vị trí 17°12′B 77°21′Đ / 17,2°B 77,35°Đ Nó có độ cao trung bình là 418 mét (1371 feet).

## Nhân khẩu
Theo điều tra dân số năm 2001 của Ấn Độ, Kurgunta có dân số 8584 người. Phái nam chiếm 51% tổng số dân và phái nữ chiếm 49%. Kurgunta có tỷ lệ 51% biết đọc biết viết, thấp hơn tỷ lệ trung bình toàn quốc là 59,5%: tỷ lệ cho phái nam là 61%, và tỷ lệ cho phái nữ là 40%. Tại Kurgunta, 13% dân số nhỏ hơn 6 tuổi.